# Rudolf Schlegel
Rudolf Schlegel (4. června 1854 Bor u České Lípy – 29. března 1928 tamtéž) byl rakouský a český lékárník a politik německé národnosti, na počátku 20. století poslanec Českého zemského sněmu a starosta Boru u České Lípy.

## Biografie
Profesí byl od roku 1884 lékárníkem v Boru (dnes Nový Bor). Po mnoho volebních období zastával funkci člena obecního (od 1888) a okresního (od 1897) zastupitelstva, od 1898 městský radní v Boru, od starostou města. Později i okresním starostou (do funkce okresního starosty potvrzen císařem v květnu 1914). Zasloužil se o německou tělovýchovu v regionu. Město Bor mu udělilo čestné občanství. Od 1892 byl prezidentem Rakouské farmaceutické společnosti.
Na počátku století se zapojil i do zemské politiky. Ve volbách v roce 1908 byl zvolen za německé radikály do Českého zemského sněmu v kurii městské (volební obvod Bor, Kamenický Šenov, Blottendorf, Parchen). Politicky se uvádí též jako „svobododný všeněmec“ (Freialldeutsch) či Všeněmec.
Zemřel v březnu 1928, ve věku 76 let.